# 新奥斯曼人
新奥斯曼人（土耳其語：Yeni Osmanlılar），奥斯曼土耳其帝国19世纪知识分子集体之一，成员包括记者、作家、教师、政府官员和军官。新奥斯曼人运动的著名参与者有易卜拉欣·希纳西（İbrahim Şinasi，1826－1871）、纳米克·凯末尔、阿里·苏阿维、齐亚帕夏（Ziya Pasha，1825－1880）、阿加·埃芬迪（Agah Efendi，1832－1885）等。新奥斯曼人运动起初宣传民族主义思想，由作家希纳西领导，创办报刊，主张发展土耳其民族文学、净化土耳其语，随后增添政治诉求，要求立宪。
新奥斯曼人不满于坦志麦特改革，认为改革并不彻底，主张效法西欧，改革奥斯曼帝国的政治体制、制定宪法，以维持帝国统治。新奥斯曼人成员的政治立场并不统一，但皆主张将伊斯兰教作为新宪法的基础，并融入自由主义和议会民主制思想。
1876年，专制苏丹阿卜杜勒-阿齐兹遭废黜，穆拉德亲王即位，成为穆拉德五世。穆拉德与新奥斯曼人关系密切，并承诺立宪，但仅即位93天后便因精神原因被废黜。新奥斯曼党人又拥立哈米特·埃芬迪亲王即位，成为阿卜杜勒-哈米德二世。新奥斯曼人成员随后参与编写了1876年奥斯曼帝国宪法，是为新奥斯曼运动的最高潮，开启了奥斯曼帝国历史的一次立宪期。1878年，苏丹阿卜杜勒-哈米德二世恢复君主专制统治，新奥斯曼运动宣告失败，但其思想影响了后继的青年土耳其党人，后者在数十年后发动革命，开启第二立宪期。